# Clawthorpe
Clawthorpe – osada w Anglii, w Kumbrii, w dystrykcie (unitary authority) Westmorland and Furness. Leży 79 km na południe od miasta Carlisle i 346 km na północny zachód od Londynu.